# Kras (regija)
Kras (tal.: Carso, njem.: Karst, lat.: Iulia Carsia, furl. Cjarst,) je visoravan i transgranična pokrajina sjeverno od Tršćanskog zaljeva i istarskog poluotoka, koja se prostire  od Goričkog i Tršćanskog krasa na zapadu do dijela općine Matulja iznad Riječkog zalljeva na istoku, na jugu od sjevernih obronaka Ćićarije te na sjeveru obuhvaća dolinu rijeke Pivke s općinom Postojnom te Vipavsku dolinu s graničnim južnim obroncima planine Trnovski gozd.
Visoravan obuhvaća površinu od 3.000 km2 sa 200.000 stanovnika, i nalazi se u 3 države - Italija (pokrajine Provincija Gorizia i Trst (pokrajina)), Slovenija (Primorska i Notranjska kraška) i Hrvatska (općina Lanišće, Istarska županija i općine Matulji i Klana, Primorsko-goranska županija).

## Etimologija
Od imena ove regije potiče opći međunarodni pojam kras za krški reljef (na talijanskom, engleskom, francuskom, njemačkom i drugim jezicima). Ovaj toponim dolazi iz korijena “kar” ili “karra”, staroindoevropskog porijekla, a znači stijena, kamen, dok je po drugim autorima riječ kras u slavenskim jezicima nastala od rekonstruiranog oblike *korsъ izvedene iz istriotskog ili dalmatskog (romanskih jezika) carsus.. Pouzdano je jedino da ime Kras (metatezom likvida ar>ra) dolazi od kasnoantičkog rimskog naziva za ovu pokrajinu Iulia Carsia te od tuda i talijanski Carso i njemački Karsten. Od te riječi dolaze i toponimi Karantanija, Carnaro (tal. naziv za Kvarner), Kranj, te mnoga naselja: Kras, Krasica, Krase. Opću imenicu kras (krš) za geomorfološku pojavu je prvi uveo Janez Vajkard Valvasor 1689,, član Kraljevskog društva Royal Society for Improving Natural Knowledge, London, kada je opisao pojavu podzemnih tokova potoka na području Cerkniškog jezera, istočno od Postojne..

## Kategorizacija i podjela
Kroz kasnu antiku Kras (s Ćićarijom) su nazivani Iulia Carsia ili opisno kao jugoistočni obronci Julijskih Alpa. U srednjem vijeku Kras je obuhvaćao ne samo Ćićariju već i istočne obronke Učke (Liburniju) pa kada pulski biskup 1139. daje u podnajam devinskim feudalcima posjede in Carsiis, in partibus Carsiœ nabrajaju se i Kastav, Veprinac, Mošćenice i Rijeka.
Prema Partizione delle Alpi (Dijelovi Alpa) iz 1926. Kras je svrstavan u dio sistema alpskog gorja i to kao dvadesetidruga od 26 sekcija. Prema tim kriterijima postoji i podpodjela: Mali Kras (Piccolo Carso - grupa 22a, za Gorički i Tršćanski Kras) i Istarski Kras (Carso Istriano - grupa 22b). Pojam 'Istarski' se ne odnosi na istarski poluotok, več na bivšu pokrajinu Istru (Markgrofovija Istra) koja je pod AU obuhvaćala južni dio Krasa (sjeverno od poluotoka).
Prema JMOPA Kras nije dio Alpa već se svrstava u sistem Dinarida (Dinarske Alpe) proširujući taj pojam koji je ranije podrazumijevao svoj početak na zapadu s obroncima Velike Kapele i Velebita.
Prema slovenskoj geografskoj literaturi Kras se dijeli naː Planine Istre i Krasa (oznaka A1); Grupa šume doline Vipave (oznaka B1); Grupa područja Snežnik-Risnjak (oznaka B2); Široka visoravan južnog Krasa (Kraška Notranjska (oznaka B3). U posljednje je vrijeme u slovenskoj literaturi (uglavom turističke namjene) sve prisutnije sužavanje pojma Kras na Tršćanski Kras u jugozapadnom dijelu Slovenije.
Prema drugim, najprisutnijim kriterijima Kras se dijeli na Gorički Kras (Carso Goriziano-Goriški kras); Tršćanski kras (Carso Triestino- Tržaški kras), koji obuhvaća zaleđe Trsta, na zapadu do rijeke Soče, sjevero do padina Trnovskog gozda iznad Vipavske doline i istočno do početaka brda Brkini), sjeverni slovenski Kras (Carso settentrionale sloveno) i južni ćićarijski Kras (Carso di Cicceria - Čičarijski kras) koji je naprostraniji dio Krasa, na zapadu od Brkina - Općina Hrpelje-Kozina (kroz koju prolazi granica između Tršćanskog i Ćićarijskog krasa) do Općine Klana, Matulji na istoku.

## Naselja
Kras je gušće naseljen u zapadnom, središnjem i sjevernom području dok je slabija naseljenost prema istoku te južnom dijelu (Ćićarijski kras). Krečući od istoka prema zapadu veća naseljaq su: Klana, Veli Brgud, Mune, Permani, Šapjane, Rupa, Pasjak, Lanišće, Podgrad, Ilirska Bistrica, Knežak, Pivka, Postojna, Razdrto, Senožeče, Markovščina, Materija, Hrpelje, Kozina, Socerb, Rodik, Škocjan, Divača, Villa Opicina, Sežana ('glavni grad' Tršćanskog krasa), Štorje, Vipava, Štanjel, Ajdovščina, Sistiana, Duino, Aurisina i Gorica (34.034 st.) kao najveći grad na Krasu.
Ruralni dio Tršćanskog Krasa i sjevernih obronaka Ćićarije se kao i u Istri odlikuje kamenim kućama (slov. hiŝa, čakavski hiiža) koje su u prošlosti bile pokrivene škriljama (pločastim kamenom, ali danas su zamijenjeni uglavnom mediteranskim crijepom), te s obično natkrivenim uskim prolazom (stube) te s balkonom (verandom) koja se proteže cijelom dužinom kuće, te s drvenim ili kamenom ogradom i konstrukcijom krova. Tipične korte (dvorišta) su bile ograđene kamenim zidom, a ulaz je bio kroz kameni portal (porton).

### Općine Krasa
| Općina             | Površina     | Stanovništvo |
| Ajdovščina         | 245,2        | 19.418       |
| Cormons            | 35,1         | 4.297        |
| Divača             | 147,8        | 4.213        |
| Duino-Aurisina     | 45,17        | 8.675        |
| Gorizia            | 41,26        | 34.034       |
| Hrpelje-Kozina     | 195          | 4.604        |
| Ilirska Bistrica   | 480          | 13.297       |
| Klana              | 94           | 1.931        |
| Komen              | 102,7        | 3.529        |
| Lanišće            | 143,13       | 398          |
| Matulji            | 176,67       | 11.246       |
| Miren-Kostanjevica | 62,8         | 4.977        |
| Monrupino          | 12,68        | 891          |
| Nova Gorica        | 279          | 31.884       |
| Pivka              | 223,3        | 6.301        |
| Postojna           | 269,9        | 16.442       |
| San Dorligo        | 24,51        | 6.736        |
| Sežana             | 217,4        | 13.551       |
| Sgonico            | 31,31        | 2.102        |
| Šempeter-Vrtojba   | 15           | 6.292        |
| Vipava             | 223,3        | 6.301        |
| ukupno             | 3.065,24 km² | 202.825      |
| ------------------ | ------------ | ------------ |

### Tršćanski kras
Slovensko područje Tršćanskog krasa je Slovenija nominirala po imenom "Kras" za upis na UNESCO-ov popis mjesta svjetske baštine u Europi još 1994. godine. što je unijelo određenu zbrku u definiranju tradicionalnog geograffskog područja Krasa jer se radi o mnogo użem prostoru  Vilenica je prva špilja u Europi koja je postala popularnom turističkom atrakcijom početkom 17. stoljeća. Među najzanimljivijim špiljama su Škocjanske jame koje su već upisane na UNESCO-ov popis, te na istoku Postojnska jama, Otoška jama, Magdalena jama, Črna jama, Pivka jama i nekoliko manjih, dok je na zapadu najznačajnija Grotta Gigante (Briška jama) u talijanskoj općini Sgonico, koja je dimanzijama od 107 x 65 x 130 m najveća turistička jama na svijetu.. Vilenica je prva spilja u Europi koja je postala popularnom turističkom atrakcijom početkom 17. stoljeća. Među najzanimljivijim spiljama su Škocjanske jame koje su već upisane na UNESCO-ov popis, te na istoku Postojnska jama, Otoška jama, Magdalena jama, Črna jama, Pivka jama i nekoliko manjih, dok je na zapadu najznačajnija Grotta Gigante (Briška jama) u talijanskoj općini Sgonico, koja je dimanzijama od 107 x 65 x 130 m najveća turistička jama na svijetu.
Naseljavanje Krasa je započeto u željeznom dobu, nastavilo se u rimsko doba i još je u tijeku. Tijekom više od 2000 godina čovjek je stvorio kulturni krajolik uklanjanjem kamenja s polja i izgradnjom suhoziđa koje ovom krškom području daju jedinstven identitet. Velika količina zidova svjedoči o iznimnoj skrbi za skromno plodno poljoprivredno zemljište na kojemu se proizvodi probrano vino teran sa zašti'enim geografskim porijeklom kao Kraški teran.
Kras se odlikuje i kućama od kamena koje su u prošlosti bile i popločane kamenom (ali su danas pokrivene uglavnom mediteranskim crijepom), te s obično uskim pokrivenim nogostupom ili balkonom (veranda) koji se proteže cijelom dužinom kuće, te s drvenim ogradom i konstrukcijom krova. Okućnice (dvorište) su bile obzidane kamenom, a ulaz je bio kroz kameni porton (kalun, kaluna). Kras je također poznat i po kraskom pršutu, a jedno od turističkih atrakcija je i mjesto Lipica iz kojega potječe pasmina konja, Lipicanac.

## Povijest
Pored neolitskih nalaza u plodnijim, nizinskim dijelovima Krasa intenzivnije naseljavanje Krasa započinje nakon Druge indoevropske seobe kada ovo područje naseljava ilirsko pleme Japodi. Kašteljerska kulturaš (gradine) karakterizira željezno doba, a nakon najezde Kelta (V./IV. st. pr.n.e.) nastaje japodsko/keltska kultura, U rimsko doba grade se castrumi te pojedina naselja. Kako je Kras važno prometno područje iz rimske Italije na sjever, Panoniju i rim. Dalmaciju grade se rimske ceste, najprije preko Južnog krasa od Tergestea (Trst) do Tarsaticae (Rijeka), te peko Tršćanskog krasa preko Postojnskih vrata do Emone (Ljubljana) (Emona). U kasnoj antici Iuia Carsia naročito dobiva na strateškoj važnosti za obranu Italije od prodora barbara pa se gradi niz obrambenih zidina i utvrda od principije u Tarsatici na sjeverozapad do padina Julijskih Alpa, nazvan Julijski zid ili Kraški zid - Claustra Alpium Iuliarum. (Više o povijesti Krasa u Povijest pokrajine Julije)           